# アジア太平洋宇宙協力機構
アジア太平洋宇宙協力機構（アジアたいへいよううちゅうきょうりょくきこう、英語: Asia-Pacific Space Cooperation Organization：APSCO）はアジア太平洋地域の宇宙機関連合。本部は北京にあり、中華人民共和国が主導。2008年12月16日設立。
アジア太平洋地域諸国が宇宙技術とその平和的応用分野の交流・協力を推進し、地域経済・社会発展と共同の繁栄をはかることを目的とした連合宇宙機関。欧州宇宙機関（ESA）に次ぐ宇宙開発における地域的な協力を目的とする政府間機構であり、日本が主導するアジア太平洋地域宇宙機関会議（APRSAF）の枠組みとは異なる。

## 歴史
前身は1992年の中国、パキスタンおよびタイ王国間の覚書によって始まったアジア太平洋宇宙技術応用・多国間協力会議（AP-MCSTA）にある。
1994年、タイのバンコクでのAP-MCSTAの会合において、中国、イラン、モンゴル、朝鮮民主主義人民共和国、タイの間で、「小型多目的衛星開発計画」に合意し、署名を行った。
機構の設置根拠となっているアジア太平洋宇宙協力機構条約(APSCO条約）は、2005年10月28日、北京の人民大会堂において中国、パキスタン、イラン、タイ、バングラデシュ、モンゴル、ペルーによって署名された。調印式にはアルゼンチン、ブラジル、マレーシア、フィリピン、ロシア、ウクライナなどもオブザーバーとして出席。
参加国の国内批准等を経て、2008年12月16日に公式に発足した。

### 参加国
1. バングラデシュ
2. 中華人民共和国
3. イラン
4. モンゴル
5. パキスタン
6. ペルー
7. タイ王国

- インドネシアとトルコが加盟手続き中。
- ブラジルが加盟検討中[1]。

## 会議
| 回    | 開催時期 | 開催場所            | テーマ |
| ----- | -------- | ------------------- | ------ |
| 第1回 | 2008年   | 中華人民共和国/北京 |        |
| 第2回 | 2009年   | 中華人民共和国/北京 |        |
| 第3回 | 2010年   | 中華人民共和国/北京 |        |
| 第4回 | 2011年   | タイ王国/パッタヤー |        |

## APSCO条約
2005年10月28日に北京で作成、2006年まで公開されたAPSCO条約の要約は以下である。
- 総則 - 機構の本部は、中華人民共和国（以下「受入国」という）内に設置する。受入国政府との協議により、機構は受入国の領域内に支部および関連施設を設立することができる。また加盟国との協議により、機構は他のいかなる加盟国の領域内にも支部および関連施設を設立することができる。

- 加盟国 - アジア太平洋地域の国連加盟国を対象とするが、それ以外の国も準加盟国として申請可能。

- 財政 - 加盟国からの分担金、受入政府および他の加盟国からの自発的拠出、他の機構から受け取った寄付／補助金、および外部に提供されるサービスによる対価からなる。理事会が各加盟国の分担金額を決定し、機構の予算を決定する。各加盟国の分担金額はGDPによって決定される。

- 産業政策 - 理事会は、費用対効果の高い方法で関連する産業政策を考案する。すべての加盟国の産業界には、機構の関連する事業に可能な範囲で最大限の機会が与えられる。機構の宇宙技術および製品に付随する開発において、各加盟国の技術的・財政的投資に比例した参加を認める。機構は市場の需要に従った産業基盤の開発を奨励するなどにより、加盟国の産業競争力を強化する努力を行う。

- 協力分野

1. 宇宙技術およびその応用事業。地球観測、災害管理、環境保護、衛星通信、および衛星航行・測位。
2. 宇宙科学調査と科学者/技術者の教育、訓練および交流の実施。
3. 機構の事業および活動に関連した技術的情報とその他の情報普及を目的とした中央データバンクの設立など。

- その他 - 宇宙空間平和利用委員会（COPUOS）との協力、要員の交流、紛争の解決、知的財産権など規定が含まれる。

## 協力プログラム

### 訓練プログラム
- リモートセンシング技術
- 地上受信局運用技術

### シンポジウム
- 電磁気を用いた地震早期警戒衛星の活用についての国際会議（インドネシア）

### 宇宙開発協力
- 環境・自然災害監視用の小型多目的衛星 （HJ-A/B）の共同運用。2009年6月、中国の環境・災害観測衛星「環境１号Ａ星」の地上通信基地をタイ国内に建設することで合意している[2]。